# Amaurobius annulatus
Amaurobius annulatus là một loài nhện trong họ Amaurobiidae.
Loài này thuộc chi Amaurobius. Amaurobius annulatus được Wladislaus Kulczynski miêu tả năm 1906.